# Saint-Jérôme
Saint-Jérôme ist eine Stadt im Südwesten der kanadischen Provinz Québec. Sie liegt in der Verwaltungsregion Laurentides, etwa 60 km nordwestlich von Montreal. Der Verwaltungssitz der regionalen Grafschaftsgemeinde (municipalité régionale du comté) La Rivière-du-Nord und der Region Laurentides hat eine Fläche von 90,44 km² und zählt 74.346 Einwohner (Stand: 2016). Die heutige Stadt entstand 2002 durch die Fusion mehrerer Gemeinden. Saint-Jérôme wird auch als Reine du Nord („Königin des Nordens“) bezeichnet.

## Geographie
Saint-Jérôme liegt beidseits des Rivière du Nord, am Übergang zwischen dem Sankt-Lorenz-Tiefland und den Laurentinischen Bergen. Das südliche Drittel des Stadtgebiets ist flach bis leicht wellig, der übrige Teil ist von bewaldeten Hügeln geprägt. Zwischen diesen Hügeln liegen mehrere kleine Seen. Nachbargemeinden sind Prévost im Norden, Sainte-Sophie im Osten, Mirabel im Süden, Saint-Colomban im Südwesten, Mille-Isles im Westen und Sainte-Anne-des-Lacs im Nordwesten.

## Geschichte
Von Jacques-Pierre de Taffanel de La Jonquière, dem damaligen Gouverneur Neufrankreichs, erhielt Eustache Lambert-Dumont im Jahr 1752 eine Grundherrschaft am Rivière du Nord zugesprochen. Diese gelangte später durch Heirat in den Besitz der Familie Lefebvre de Bellefeuille im weiter südlich gelegenen Saint-Eustache, weshalb sie Seigneurie de Bellefeuille genannt wurde. Von den 1760er bis zu Beginn der 1840er Jahre verpachteten die Familien Dumont und Bellefeuille Grundstücke an Kolonisten, welche die Gegend landwirtschaftlich zu nutzen begannen. Die entstehende Stadt trug zu Beginn des 19. Jahrhunderts den Namen Dumontville.
Die Pfarrei Saint-Jérôme-de-la-Rivière-du-Nord wurde 1834 kanonisch errichtet, eine erste Kapelle entstand im darauf folgenden Jahr. Namenspatron ist der Heilige Hieronymus. Die 1856 gegründete Gemeinde erhielt den abgekürzten Namen Saint-Jérôme und erhielt 1881 den Stadtstatus. Entscheidenden Anteil am Wachstum der Stadt und der Kolonisierung der zuvor kaum besiedelten Region hatte der Stadtpfarrer Antoine Labelle. Er überzeugte die Canadian Pacific Railway davon, dass der Bau einer Eisenbahnlinie für den wirtschaftlichen Aufschwung unerlässlich sei. Die Eröffnung der Bahnlinie von Montreal nach Saint-Jérôme erfolgte 1876.
Die Stadt ist seit 1951 Sitz des Bistums Saint-Jérôme. Die Stadt in ihren heutigen Grenzen entstand 2002 durch die Fusion mit mehreren Gemeinden, die in den vorherigen Jahrzehnten mit der Kernstadt zusammengewachsen waren. Saint-Jérôme zählte damals 24.583 Einwohner; hinzu kamen Bellefeuille (14.066 Einwohner), Saint-Antoine (11.488) und Lafontaine (9.477).

## Bevölkerung
Gemäß der Volkszählung 2011 zählte Saint-Jérôme 68.456 Einwohner, was einer Bevölkerungsdichte von 756,3 Einw./km² entspricht. 95,2 % der Bevölkerung gaben Französisch als Hauptsprache an, der Anteil des Englischen betrug 1,5 %. Als zweisprachig (Französisch und Englisch) bezeichneten sich 0,5 %, auf andere Sprachen und Mehrfachantworten entfielen 2,8 %. Ausschließlich Französisch sprachen 65,8 %. Im Jahr 2001 waren 91,9 % der Bevölkerung römisch-katholisch, 1,7 % protestantisch und 5,2 % konfessionslos.

## Verkehr
Saint-Jérôme wird durch die Autoroute 15 erschlossen, die Autobahn zwischen Montreal und Sainte-Agathe-des-Monts. Südlich des Stadtzentrums kreuzen sich zwei überregionale Hauptstraßen, die Route 117 von Montreal nach Mont-Laurier und die Route 158 von Lachute nach Berthierville. Der Bahnhof von Saint-Jérôme ist die Endstation einer exo-Vorortslinie nach Montreal und mehrerer Buslinien derselben Gesellschaft. Darüber hinaus verkehren Fernbusse zu den weiter nördlich gelegenen Städten.

## Bildung
Seit 2010 gibt es in Saint-Jérôme eine Außenstelle der Université du Québec en Outaouais, die zum Verbund der staatlichen Université du Québec gehört. Auf Mittelschulstufe verfügt die Stadt über ein Cégep.

## Persönlichkeiten
- Brent Aubin (* 1986), Eishockeyspieler
- Françoise Aubut (1922–1984), Organistin und Musikpädagogin
- Julie Baumann (* 1964), Leichtathletin
- François Brassard (1908–1976), Musikethnologe
- Léo Cadieux (1908–2005), Politiker
- Julien Cousineau (* 1981), Skirennläufer
- Luc Cyr (* 1953), Erzbischof
- Stéphan Lebeau (* 1968), Eishockeyspieler
- Patrick Lebeau (* 1970), Eishockeyspieler
- Yann Danis (* 1981), Eishockeyspieler
- Pierre Daviault (1899–1964), Übersetzer und Autor
- Jonathan Huberdeau (* 1993), Eishockeyspieler
- Mireille Lagacé (* 1935), Cembalistin, Organistin, Pianistin und Musikpädagogin
- Louvigny de Montigny (1876–1955), kanadischer Journalist, Schriftsteller und Kritiker
- Édouard Rinfret (1905–1994), Politiker und Richter